# Suzdal
Suzdal (russisk: Суздаль, tr. Suzdal) er en historisk by i Vladimir oblast i det vestlige Rusland ved floden Kamenka 26 km nord for Vladimir. Suzdal har 9.978(2015) indbyggere.

## Historie
Historien om byen daterer sig i hvert fald tilbage til 1024. I århundreder var byen hovedstad i flere forskellige russiske fyrstedømmer. Ifølge O. N. Trubatjov stammer byens navn fra det gamle slaviske verbum til at skabe (съзьдати), som også betyder ler-bygget. Byen indgår i Den Gyldne Ring. Suzdal fik byrettigheder i 1778.